# Cavalerie grea

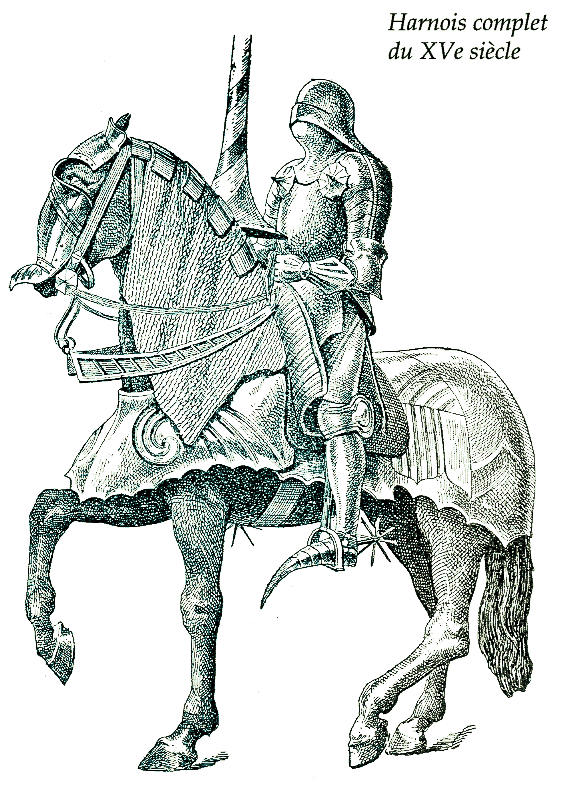
Cavalerie grea

Cavaleria grea reprezintă un termen generic ce desemnează o serie de tipuri de unități militare călare, din diferite epoci ale istoriei umane și din regiuni diverse. Utilizarea cavaleriei grele este consemnată începând cu Antichitatea și până în secolul al XX-lea. Astăzi, astfel de unități mai există doar pentru a păstra tradiția, nemaiavând valoare combativă pe teatrele de operațiuni contemporane.
În principiu, ceea ce definește cavaleria grea, indiferent de epocă sau apartenență statală, este faptul că aceste unități erau formate din călăreți înalți, înarmați cu arme grele și călărind cai masivi și care își foloseau în luptă forța de șoc. În epoca medievală, acest termen se referea la trupe care poartă arme și armură grea, în contrast cu cavaleria ușoară, unde călăreții purtau armură ușoară.